# Leonid Nikolaevici Veliașev
Leonid Nikolaevici Veliașev (în rusă Леонид Николаевич Вельяшев) (n. 7 iulie 1856 – d. 1 aprilie 1940) a fost unul dintre generalii Armatei Țariste Ruse din Primul Război Mondial.
A îndeplinit funcția de comandant al Corpul 5 Cavalerie rus în campania acestuia din România, având gradul de general-locotenent.:p. 181 